# أنجيل روبشيني
أنجيل روبشيني (بالليتوانية: Angelė Rupšienė)‏ مواليد 27 يونيو 1952 في فيلنيوس، الجمهورية الليتوانية السوفيتية الاشتراكية، هي لاعبة كرة سلة ليتوانية سابقة. بدأت مسيرتها الاحترافية في سنة 1968. لعبت مع تقاعد. يبلغ طولها 5 قدم 6 بوصة (1.7 م). مثلت منتخب بلادها. شاركت في دورة الألعاب الأولمبية الصيفية سنة 1976. اعتزلت اللعب في 1984.

## سجل المنافسة
شاركت في المنافسات التالية:
- الألعاب الأولمبية الصيفية 1976
- الألعاب الأولمبية الصيفية 1980

## الميداليات
| الميدالية | المسابقة                           |
| --------- | ---------------------------------- |
| ذهبية     | الألعاب الأولمبية الصيفية 1976     |
| ذهبية     | الألعاب الأولمبية الصيفية 1980     |
| ذهبية     | كأس العالم لكرة السلة للسيدات 1975 |
| ذهبية     | كأس العالم لكرة السلة للسيدات 1975 |

## روابط خارجية
- أنجيل روبشيني على موقع الاتحاد الدولي لكرة السلة (الإنجليزية)
- أنجيل روبشيني على موقع الاتحاد الدولي لكرة السلة (الإنجليزية)
- أنجيل روبشيني على موقع الاتحاد الدولي لكرة السلة (الإنجليزية)
- أنجيل روبشيني على موقع الاتحاد الدولي لكرة السلة (الإنجليزية)
- أنجيل روبشيني على موقع سبورتس رفرنس (الإنجليزية)
- أنجيل روبشيني على موقع أوليمبيديا (الإنجليزية)